# Doreen Nabwire Omondi
Doreen Nabwire Omondi (* 5. März 1987 in Ngomongo, Korogocho, Nairobi; genannt Dodo) ist eine kenianische Fußballspielerin, die in der kenianischen Fußballnationalmannschaft spielt.

## Karriere
Doreen Nabwire wuchs mit fünf Geschwistern in Nairobi in den Slums Korogocho und Mathare auf. Sie besuchte die Valley Bridge Primary School in Huruma und die Maina Wanjigi High School in Eastleigh. Mit 10 Jahren trat sie den North Villas, einem Fußballverein der Mathare Youth Sports Association (MYSA) bei. 1999 nahm Doreen Nabwire mit der U-14-Mannschaft der MYSA das erste Mal an dem internationalen Jugendfußballturnier Norway Cup teil, den sie 2000 und 2001 jeweils als Kapitän gewann. Im Dezember 2001 debütierte Doreen Nabwire mit 15 Jahren bei einem Freundschaftsspiel gegen Äthiopien in der Fußballnationalmannschaft. Später übernahm sie die Rolle des Kapitäns.
Zwischen 2002 und 2008 spielte sie bei dem neu gegründeten Mathare United Women FC, den ersten professionellen Frauenfußballverein Kenias. Schon im ersten Jahr gelang ihr der Titel bei der nationalen Frauenmeisterschaft. Mit einer MYSA-Auswahl spielte Doreen Nabwire 2006 bei der ersten Straßenfußball-Weltmeisterschaft in Berlin. Mit ihrem Verein besiegte Nabwire im Finale die südafrikanische Mannschaft KickAIDS und gewann damit die Straßenfußball-WM.
Im selben Jahr gründete sie das in Mathare angesiedelte soziale Sportprojekt Girls!unlimited, das versucht junge Mädchen über das Fußballspielen zu bestärken, ihre Fähigkeiten auszubauen. Zwischen 2006 und 2008 arbeitete Doreen Nabwire als Jugendtrainerin an der Deutschen Schule Nairobi, wodurch sie sich eine Ausbildung als Flugbegleiterin finanzierte.
Nach dem Erfolg bei der Straßenfußball-Weltmeisterschaft 2006 erreichte sie eine überregionale Bekanntheit im In- und Ausland. So drehte Herbert Ostwald die Fernsehdokumentation Dodo – Zwischen Wellblech und Weltbühne über Nabwire Omondi, das kenianische Magazin True Love baute sie zum Idol auf und der Fernsehsender Nation TV bezeichnete sie als „ein Star auf und neben dem Feld, ein Vorbild für Mädchen.“ („She is a star on and off the pitch, a role model for girls.“). 2007 wurde sie als FIFA-Botschafterin Football for Hope zur Auslosung der Qualifikation zur Fußball-Weltmeisterschaft 2010 in Durban eingeladen. Dort hielt sie auch eine kurze Rede über die Bedeutung von sozialer Arbeit durch Fußball.
Mit Unterstützung von Ostwald absolvierte Doreen Nabwire im Frühjahr 2009 Probetrainings bei einigen deutschen Fußballmannschaften, wobei schließlich durch den UN-Sonderberater Willi Lemke der Kontakt zu Werder Bremen hergestellt wurde. Durch den dadurch entstehenden einjährigen Vertrag wurde sie die erste kenianische Spielerin und eine der wenigen afrikanischen Frauen im deutschen Frauenfußball. In Werders erster Saison der 2. Fußball-Bundesliga erzielte Doreen sieben Treffer in 18 Spielen und wurde Torschützenkönigin ihres Teams in der Saison, die mit dem Klassenerhalt Werder Bremens endete. Radio Bremen, ZDF und 3sat berichteten genauso über Doreen sportliches und soziales Engagement wie die Fachzeitschrift "11 Freunde". Zudem wurde sie von Werder-Fans zur zweitbeliebtesten Spielerin der Spielzeit gewählt. Neben ihrer Tätigkeit als Fußballerin unterstützte sie Werder Bremen auch bei dessen Sozialprojekten 100% Werder Worldwide und Scort. In der Saison 2010/11 spielte Doreen Nabwire beim FC Zwolle in der niederländischen Eredivisie.
Nachdem ihr Vertrag beim FC Zwolle nicht verlängert worden war, kehrte Doreen Nabwire im Juli 2011 nach Kenia zurück. Dort wurde sie 2012 mit Matuu FC Meister der FKF Girls Premier League. Im März 2013 nahm sie MOYAS FC als Co-Trainerin unter Vertrag.
Im November 2013 wechselte sie zum 1. FC Köln in die 2. Bundesliga Süd und debütierte am 1. Dezember 2013 im Spiel gegen den SC Sand (1:2), als sie in der 84. Minute eingewechselt wurde. Durch den Riss einer Achillessehne im Februar 2014 war die Saison 2013/14 für Doreen Nabwire frühzeitig beendet. Seit Juni 2014 lebt sie wieder in Nairobi, wo sie bislang bei mehreren Spielen des kenianischen Frauennationalteams "Harambee Starlets" als Co-Trainerin agierte. 

### Trainerkarriere
2010 bis 2011 machte sie am Landstede Sportcentrum in Zwolle, die UEFA-C-Trainerlizenz. Im Sommer 2010 startete sie dann ihre Trainerkarriere im Rahmen ihres sozialen Projektes Girls Unlimited Nairobi. Sie trainierte in dieser Zeit den Kibera Girls Soccer Provincial League Verein Girls Unlimited Football Club (GUFC), den Fußballverein des Projektes. Seit ihren Wechsel nach Europa, im Jahre 2009 agiert sie nur noch als Sportdirektorin. Nach ihrer Rückkehr aus den Niederlanden nach Kenia, wurde sie Trainerin der in Nairobi beheimateten  National Youth Talent Academy. Nabwire arbeitete gleichzeitig als spielende Co-Trainerin des Matuu FC. Im März 2013 verließ sie Matuu und arbeitete als Trainerin des FKF-Girls-Premier-League-Vereines MOYAS. Seit 2016 fungiert sie als Teammanagerin des kenianischen Frauen-Nationalteams Harambee Starlets, das sich im April 2016 erstmals für die Endrunde des Afrika-Cups qualifizierte. 

## Privates
2008 bekam sie ihren ersten Sohn, im Dezember 2015 wurde ihr zweiter Sohn geboren. Im November 2008 gründete sie das Soziale-Projekt Girls Unlimited Nairobi in den Slums von Mathare.
Von Oktober 2013 bis Juni 2014 machte Doreen Nabwire ein Praktikum bei der sozialen Sportinitiative Rheinflanke in Köln.

## Erfolge und Auszeichnungen
- Meister der kenianischen Frauenmeisterschaft: 2002, 2012
- 2006: FIFA-Straßenfußball-Weltmeisterin
- 2009: Nominierung für den SOYA Awards als Sportlerin des Jahres[19]
- 2010: Torschützenkönigen des Teams von Werder Bremen